# Жорж Лам'я
Жорж Лам'я (фр. Georges Lamia, 14 квітня 1933, Ель-Кала — 10 березня 2014, Кань-сюр-Мер) — французький футболіст, що грав на позиції воротаря.
Виступав, зокрема, за клуби «Ніцца» та «Ренн», а також національну збірну Франції.

## Клубна кар'єра
Народився у Французькому Алжирі, де розпочав займатись футболом у клубі «Бон». У 1956 році голкіпер перебрався в метрополію, де став гравцем «Ніцци» і виступав спочатку в молодіжній команді. З 1957 року став грати за першу команду, де провів шість сезонів, взявши участь у 210 матчах чемпіонату і у його складі став чемпіоном Франції 1958/59 та володарем кубка країни 1961/62. Більшість часу, проведеного у складі «Ніцци», був основним голкіпером команди.
Протягом сезону 1963/64 років захищав кольори у клубі другого дивізіону «Гавр», після чого повернувся у вищий дивізіон, ставши гравцем «Ренна», за який відіграв 2 сезони. Граючи у складі «Ренна» також здебільшого виходив на поле в основному складі команди і став володарем кубка Франції сезону 1964/65. Завершив професійну кар'єру футболіста виступами за команду «Ренн» у 1966 році.

## Виступи за збірну
11 листопада 1959 року дебютував в офіційних матчах у складі національної збірної Франції в товариському матчі проти Португалії (5:3), замінивши у другому таймі зустрічі Домініка Колонну.
У складі збірної був учасником домашнього чемпіонату Європи 1960 року, де зіграв у півфінальному матчі проти Югославії (4:5).
Востаннє за національну команду Лам'я зіграв 24 жовтня 1962 року в товариському матчі зі збірною ФРН (2:2). Загалом протягом кар'єри в національній команді, яка тривала 4 роки, провів у її формі 7 матчів.

## Досягнення
- Чемпіон Франції (1): 1958/59
- Володар кубка Франції (2): 1961/62, 1964/65

## Смерть
Помер 10 березня 2014 року на 81-му році життя у місті Кань-сюр-Мер.